# Amnesia Moon
Amnesia Moon è il secondo romanzo dello scrittore statunitense Jonathan Lethem pubblicato nel 1995.
Si tratta di un romanzo on the road, l'odissea di Chaos, smemorato ma capace di sognare, in un'America sconvolta da una catastrofe incomprensibile e frammentata in una miriade di realtà finite e soggettive, ognuna dominata dal sogno di qualche psicopatico.

## Edizioni
- Jonathan Lethem, Amnesia Moon, Harcourt, 1995,  pp. 247, ISBN 0-15-100091-3.
- Jonathan Lethem, Amnesia Moon, traduzione di Martina Testa, collana Sotterranei n° 55, Minimum fax, 2003,  p. 256, ISBN 88-87765-77-4.